# Neuromyotonie
Neuromyotonie, ook wel bekend als het syndroom van Isaacs (vernoemd naar Hyam Isaacs), is een zeldzame neurologische aandoening. De kenmerken zijn progressieve stijfheid en het onvermogen om spieren te ontspannen.

## Symptomen
- Fasciculaties verspreid over het lichaam
- Tintelingen
- Krampen
- Spierzwakte
- Progressieve stijfheid
- Het onvermogen om spieren te ontspannen, zelfs na meerdere pogingen.

## Oorzaak
Alhoewel neuromyotonie heel erg lijkt op het benigne fasciculatiesyndroom, ligt de oorzaak ergens anders. Het benigne fasciculatiesyndroom kan het gevolg zijn van somatisatie, bijvoorbeeld door stress of een depressie, maar kan ook veroorzaakt worden door een virale infectie. Ook komt het benigne fasciculatiesyndroom veel voor bij andere aandoeningen, zoals fibromyalgie.
Bovendien zijn de symptomen van neuromyotonie anders dan die van BFS. De enige overeenkomsten zijn de symptomen genoemd in het artikel over perifere-zenuwhyperexcitabiliteit. De symptomen van neuromyotonie zijn vele malen erger, die mensen met het BFS niet ervaren.
Neuromyotonie wordt vermoedelijk veroorzaakt door een auto-immuunproces en kan duiden op een tumor.

## Diagnose
Neuromyotonie wordt gediagnosticeerd aan de hand van de symptomen en EMG-onderzoek. Ook kan men het bloed onderzoeken op de aanwezigheid van VGKC-antilichamen. Ongeveer 53% van de patiënten die lijden aan neuromyotonie worden positief getest. Verder is het belangrijk dat andere aandoeningen (waaronder het syndroom van Morvan en motorneuronziekten zoals ALS) worden uitgesloten.

## Prognose
Neuromyotonie is meestal goedaardig, en te behandelen met medicijnen die krampen, stijfheid en fasciculaties tegengaan.
Ongeveer 15% van de patiënten die lijden aan neuromyotonie, lijdt ook aan de ziekte van Graves. Aangezien de ziekte van Graves een voorbode kan zijn voor bepaalde soorten tumoren is het belangrijk dat ook mensen die lijden aan neuromyotonie worden onderzocht op kleincellige tumoren. De klachten van neuromyotonie kunnen 1 tot 4 jaar voordat een tumor zich ontwikkelt ontstaan.
Over het algemeen is neuromyotonie net zoals de andere syndromen die vallen onder PNH niet levensbedreigend, en zijn de symptomen redelijk goed te behandelen.